# Sot de Bellobir
El Sot de Bellobir és una vall estreta i feréstega, del terme municipal de Bigues i Riells, al Vallès Oriental, a l'àmbit del poble de Riells del Fai.
És a l'extrem nord-est del terme, a ponent del Collet de Can Tripeta, a la part alta de la vall del torrent del Pollancre. Conté les restes d'un petit veïnat de masies, amb Can Berga de Bellobir, Can Carbassot i Can Coll.
Hi mena, des del veïnat de Can Quintanes, el Camí del Sot de Bellobir.